# Billie Eilish
Billie Eilish Pirate Baird O’Connell (Los Angeles, Kalifornija, 18. prosinca 2001.) američka pjevačica i kantautorica. Pažnju medija prvi je put privukla 2016. godine kad je na internetsku stranicu SoundCloud prenijela pjesmu "Ocean Eyes", koju je naknadno objavio Darkroom, podružnica Interscope Recordsa. Pjesmu je napisao njezin brat Finneas, koji je zaslužan i za njezinu produkciju; Billie surađuje s njime pri pisanju pjesama i na nastupima. Njezin se debitantski EP Don't Smile at Me (iz 2017.) pojavio unutar top 15 mjesta ljestvica u SAD-u, Ujedinjenom Kraljevstvu, Kanadi i Australiji.
Njezin je debitantski studijski album When We All Fall Asleep, Where Do We Go? (iz 2019.) debitirao na vrhu ljestvice Billboard 200 i postao je najprodavaniji album 2019. godine u SAD-u. Također se pojavio i na prvom mjestu ljestvice u Ujedinjenom Kraljevstvu. Na njemu se nalazi šest singlova koji su ušli u top 40 mjesta ljestvice Billboard Hot 100: "When the Party's Over", "Bury a Friend", "Wish You Were Gay", "Xanny", "Everything I Wanted" i "Bad Guy"; potonji je singl njezin prvi singl koji se našao na prvom mjestu ljestvice u SAD-u.
Do siječnja 2020. godine trinaest je singlova Billie Eilish u SAD-u postiglo platinastu nakladu, a njih četiri postiglo je zlatnu. Osvojila je pet nagrada Grammy, dvije Američke glazbene nagrade i tri nagrade MTV-a za glazbeni spot, ali je postigla i dva rekorda koji su ušli u Guinnessovu knjigu rekorda. Najmlađa je osoba, prva žena i jedini glazbeni umjetnik uopće koji je iste godine osvojio nagradu Grammy u četirima glavnim kategorijama (za album godine, snimku godine, pjesmu godine i najboljeg novog glazbenika).

## Rani život
Billie Eilish Pirate Baird O'Connell rođena je u Los Angelesu 18. prosinca 2001. godine. Kći je učiteljice, glumice i scenaristice Maggie Baird i građevinskog radnika i povremenog glumca Patricka O'Connella; oba njezina roditelja amaterski se bave glazbom. Irskih je i škotskih korijena. Njezino srednje ime Eilish u početku joj je trebalo biti prvo, a Pirate (koje je predložio njezin četiri godine stariji brat Finneas) trebalo je biti njezino srednje ime. Začeta je oplodnjom in vitro. Odrasla je u losanđelskoj četvrti Highland Park.
Školovana je kod kuće, a njezina je majka nju i njezina brata Finneasa poučila temeljima skladanja pjesama. Njezin je brat, osim što je skladao i producirao pjesme sa svojom skupinom, također surađivao s Eilish u pisanju pjesmama. Izjavila je da su je na bavljenje glazbom potaknuli njezin brat i majka. Njihovi su ih roditelji poticali da se kreativno izražavaju i istraže različite oblike umjetnosti, kao što su gluma i likovni odgoj. Prvu je pravu pjesmu napisala kao jedanaestogodišnjakinja; ta je pjesma posvećena temi zombijske apokalipse, a nadahnula ju je televizijska serija Živi mrtvaci iz koje je preuzela dijelove scenarija i nazive epizoda i potom ih uvrstila u pjesmu. Odlazila je na razne glumačke audicije, no nisu joj se svidjele. Međutim, sudjelovala je u snimanju pozadinskih dijaloga za scene u kojima se pojavljuje gomila ljudi za filmove Gregov dnevnik, Ramona i Beezus i serijal X-Men. Nastupala je na talent showovima i pridružila se Losanđeleskom dječjem zboru kad joj je bilo osam godina.

## Karijera

### 2015. – 2017.:Don't Smile at Me
Eilish je u listopadu 2015. snimila pjesmu "Ocean Eyes", koju je Finneas izvorno napisao i producirao za svoju skupinu, nakon što ju je njezina učiteljica plesa zatražila da napiše pjesmu za koreografiju. Objavili su pjesmu na SoundCloudu. Razni su mediji, kao što su radijske postaje (Beats 1, KCRW, BBC One) i glazbeni nadglednici (Zane Lowe, Jason Kramer, Annie Mac i Chris Douridas), pohvalili i reklamirali pjesmu i samu Eilish. Nakon objave pjesme "Ocean Eyes" Finneasov je menadžer odlučio porazgovarati s njim o Eilishinu potencijalu. Finneas je sastavio ugovor te je tako Apple Music omogućio Eilish da potpiše ugovor s A&R tvrtkom Platoon, koja umjetnicima pomaže stvoriti imidž prije nego što potpišu ugovor s većim izdavačem. Eilish je tad dodijeljen publicist, koji ju je predstavio modnoj tvrtki Chanel, i stilist; obojica su joj pomogli stvoriti imidž.
Glazbeni spot za "Ocean Eyes" objavljen je u ožujku 2016. godine. Do kolovoza 2016. Eilish je potpisala ugovor s diskografskom kućom The Darkroom, podružnicom Interscope Recordsa. Justin Lubliner, koji joj je omogućio da sklopi ugovor s The Darkroomom, odlučio ju je prikazati u određenom svjetlu nadahnut hip-hop umjetnicima kao što su Travis Scott i Chance the Rapper – nije se želio osloniti na stvaranje jednog velikog singla nego je želio stvoriti "osobu koju okružuje određena atmosfera". Videozapis Eilish u kojem pleše uz "Ocean Eyes" objavljen je u studenom 2016. godine, a pjesmu su diljem svijem svijeta ponovno objavili Darkroom i Interscope. Te je godine Eilish objavila i singl "Six Feet Under", koji je premijerno pušten u radijskoj emisiji Beats 1 Apple Musica. "Ocean Eyes" postigao je platinastu nakladu u SAD-u u rujnu 2018. godine i pojavio se na 84. mjestu ljestvice Billboard Hot 100 u svibnju 2019. godine.
Dana 14. siječnja 2017. Eilish je objavila EP s četiri remiksane inačice pjesme "Ocean Eyes". Nakon uspjeha tih remiksanih inačica "Ocean Eyes" Eilish je 24. veljače 2017. objavila singl "Bellyache". Glazbeni spot za pjesmu objavljen je u ožujku te godine. Istog je mjeseca Eilish objavila pjesmu "Bored", koja je izvorno bila dio glazbe za Netflixovu seriju Trinaest razloga. U ožujku je i Apple Music organizirao Eilishin nastup na glazbenom festivalu South by Southwest. Eilish je u lipnju 2017. objavila singl "Watch", a mjesec dana kasnije i singl "Copycat", kad je i najavila objavu debitantskog EP-a Don't Smile at Me. Svakog je petka tijekom tog srpnja po jedan singl dodan u EP. Među tim su singlovima "Idontwannabeyouanymore" i "My Boy" i oba su postigla zlatnu nakladu u SAD-u. Don't Smile at Me objavljen je u kolovozu 2017. godine. EP je promijenio Eilish "iz pastelne pop zvijezde u mračnu pop glazbenicu."
Eilishin je tim radio sa Spotifyem, koji ju je reklamirao na svojem najpoznatijem popisu pjesama "Today's Top Hits". Časopis The Baffler izjavio je da je Eilishin glazbeni stil primjeren za žanr streambaita koji uglavnom čini "melankoličan pop umjerenog tempa"; taj je žanr nadahnula Lana del Rey, čiji su "stil pjevanja, turobnost i produkcija nadahnuta hip-hopom" oblikovali taj stil. Eilishin je postala komercijalno uspješnija nakon Spotifyeve promidžbe. U rujnu 2017. Apple Music nazvao je Eilish svojom novom obećavajućom umjetnicom ("Up Next artist"), nakon čega su uslijedili kraći dokumentarni film, koncertni EP i intervju sa Zane Lowe na radijskoj postaji Beats 1 Apple Musica. Istog je mjeseca objavljen koncertni EP Up Next Session: Billie Eilish. U prosincu 2017. Eilish je objavila pjesmu "&Burn" na kojoj je surađivala s američkim reperom Vinceom Staplesom; u pitanju je remiksana inačica pjesme "Watch" koja se pojavila na proširenoj inačici EP-a.

### 2018. – danas:When We All Fall Asleep, Where Do We Go?
U veljači 2018. Eilish je otišla na turneju Where's My Mind, koja je završila u travnju 2018. godine. Za Dan prodavaonica albuma 2018. godine Eilish je objavila sedmoinčnu gramofonsku ploču na kojoj se nalazi akustična verzija njezine pjesme "Party Favor" i akustična obrada Drakeove pjesme "Hotline Bling". Eilish je na singlu "Lovely" surađivala s američkim pjevačem Khalidom; singl je objavljen u travnju 2018. i uvršten je u glazbu za drugu sezonu serije Trinaest razloga. Taj je singl postigao platinastu nakladu u SAD-u. Objavila je i singlove "Bitches Broken Hearts" i "You Should See Me in a Crown", od kojih se potonji pojavio u glazbi za videoigru FIFA 19. U srpnju 2018. Eilish je nastupila na festivalu Mo Pop Festival. U listopadu 2018. Eilish je objavila singl "When the Party's Over" i potpisala ugovor s tvrtkom Next Models. U studenom te godine pojavila se na popisu Forbes 30 Under 30 i objavila singl "Come Out and Play", koji je napisan za Appleovu blagdansku reklamu.
Početkom siječnja 2019. Eilishin EP Don't Smile at Me milijardu je puta preslušan na Spotifyu, zbog čega je postala najmlađa glazbenica čiji je projekt preslušan toliko puta. Istog je mjeseca Eilish objavila "Bury a Friend", treći singl s njezinog nadolazećeg debitantskog albuma When We All Fall Asleep, Where Do We Go?, kao i "When I Was Older", singl nadahnut filmom Roma iz 2018. godine, koji se pojavio na kompilaciji Music Inspired by the Film Roma. "Bury a Friend" zauzeo je četrnaesto mjesto ljestvice Billboard Hot 100. U veljači je Eilish surađivala s Youtubeom na dokumentarnoj miniseriji pod imenom "A Snippet Into Billie's Mind". Četvrti singl s albuma, "Wish You Were Gay", objavljen je 4. ožujka 2019., debitirao je na 31. mjestu ljestvice u SAD-u i postigao platinastu nakladu.
When We All Fall Asleep, Where Do We Go? objavljen je 29. ožujka 2019. godine. Spotify je započeo "višerazinsku kampanju za album", tijekom koje je stvorio višemedijski popis pjesama i "nove mogućnosti" kao što su "sadržaj na okomitim videozapisima, prilagođeni dodatci i uredničke priče – svemu tome cilj je stvoriti značajniji i privlačniji sadržaj za [Eilishine] obožavatelje." U Los Angelesu Spotify je stvorio "poboljšano iskustvo slušanja albuma", tijekom kojeg su prikazane različite ilustracije i tijekom kojeg je obožavateljima omogućeno "višeosjetilno" iskustvo za svaku od pjesama. Album je debitirao na prvom mjestu ljestvice Billboard 200 i Britanske ljestvice albuma, zbog čega je Eilish postala prva glazbenica rođena tijekom 2000-ih čiji se album našao na prvom mjestu ljestvice u SAD-u, kao i najmlađa ženska osoba čiji se album pojavio na prvom mjestu ljestvice u Ujedinjenom Kraljevstvu. Nakon objave albuma Eilish je srušila rekord za najviše pjesama koje je neka glazbenica istovremeno imala na ljestvici Hot 100 songs: imala ih je 14 – svaka se pjesma s albuma osim "Goodbye" pojavila na toj ljestvici. Peti singl s albuma, "Bad Guy", objavljen je kad i sam album i našao se na prvom mjestu ljestvice u SAD-u, čime je prekinuo prijašnji rekord Lil Nasa X za najveći broj tjedana provedenih na prvom mjestu ljestvice Billboard Hot 100: njegova je pjesma "Old Town Road" ondje provela 19 tjedana. Prva je glazbenica rođena tijekom 2000-ih i najmlađa glazbenica nakon Lorde (s pjesmom "Royals") čiji se singl pojavio na prvom mjestu. Remiksana inačica pjesme na kojoj je pjevao i Justin Bieber objavljena je u srpnju 2019. godine.
Eilish je započela turneju When We All Fall Asleep Tour nastupom na festivalu Coachella u travnju 2019. godine. Turneja je završila koncertom u Mexico Cityju 17. studenog 2019. godine.
U kolovozu 2019. Eilish je počela surađivati s Apple Musicom za "Music Lab: Remix Billie Eilish", dio Appleova programa Music Lab tijekom kojeg obožavatelji dekonstruiraju njezinu pjesmu "You Should See Me In A Crown" i uče kako stvoriti vlastiti remiks te pjesme koristeći se Appleovim uređajima i Garagebandom.
Eilish je 27. rujna 2019. godine na svojem profilu na Instagramu najavila turneju Where Do We Go? World Tour. Turneja će početi u Miamiju 9. ožujka 2020. godine i završiti u Londonu 27. srpnja 2020. godine.
Diskografska kuća Jacka Whitea Third Man Records 7. studenog 2019. najavila je da će objaviti akustični koncertni album Eilishinog nastupa u tzv. plavoj sobi te kuće i da će album biti dostupan samo u prodavaonicama albuma te kuće u Nashvilleu u Tennesseeju i Detroitu u Michiganu. Eilish je 13. studenog 2019. objavila singl "Everything I Wanted".
Dana 20. studenog 2019. Eilish je nominirana za šest nagrada Grammy, među kojima su nagrade za snimku i pjesmu godine za "Bad Guy", kao i nagrade za album godine i najbolju novu glazbenicu. Budući da joj je bilo sedamnaest godina, postala je najmlađa glazbenica koja je bila nominirana za nagradu u svim glavnim četirima kategorijama. Istog je mjeseca Billboard izabrao Eilish za ženu 2019. godine. Dana 14. siječnja 2020. objavljeno je da će Eilish pjevati naslovnu pjesmu za dvadeset i peti film o Jamesu Bondu, Nije vrijeme za umiranje, koju je napisala i producirala sa svojim bratom Finneasom O'Connellom.

## Umijeće

### Glazbeni stil i glazbeni spotovi
Avery Stone iz časopisa Noisey opisala je Eilishine sopranske vokalne dionice "eteričnima", dok ih je Maura Johnston iz Rolling Stonea opisala "šaputavima". Doreen St. Félix iz The New Yorkera komentirala je da ima "hrapav, nejasan glas koji može pretvoriti u visok i tanak". Glazbeni kritičar Robert Christgau napisao je da Eilish u glazbenom i komercijalnom smislu pripada žanru popa, ali da nas njezine karakteristike "podsjećaju na to kako je [pop] postao bezobličan"; njezine je sopranske vokale nazvao "preslabima za vokalnu gimnastiku" i dodao da su "razigrana inačica tinejdžerske gotičke tjeskobe" i "debitantski album prepun elemenata electra" privukli raznoliku publiku. U njezinim se pjesmama spajaju alternativni pop, dark pop, EDM, elektropop, indie pop i pop.
Eilish i njezin brat Finneas zajedno pišu pjesme. Eilish je izjavila da su ona i Finneas glazbeni partneri. S njom piše pjesme za njezine uratke, producent je njezinih pjesama i nastupa s njom na koncertima. Eilish i Finneas tijekom pisanja pjesama "izmisle stvari i postanu likovi" i "stvaraju pjesme koje su prilično fikcionalne". Eilish je izjavila da je i određeni broj pjesama nastao kao posljedica njezinog iskustva i iskustva njezinog brata. Pokušavaju pisati "vrlo zanimljive i razgovorne" stihove: "Želimo reći stvari koje nisu nužno vrlo dubokoumne [...], no [te su stvari] na određeni način dubljega značenja, samo što se o njima ne razmišlja na takav način." Finneas je komentirao da kad piše pjesme za svoju sestru pokušava "napisati [pjesme] s kojima bi se mogla poistovjetiti, koje će voljeti pjevati, suosjećati s tekstovima i učiniti ih vlastitima". Kad piše s Eilish pokušava "joj pomoći ispričati kakvu god priču želi reći, predlagati joj ideje, slušati njezine ideje" i koristiti se jezikom koji je primjeren njezinu glasu dok priča priču.
Eilish je željela režirati svoje glazbene spotove još otkad joj je bilo 14 godina. U početku nije dobila tu priliku zbog manjka iskustva. Godine 2019. režirala je spot za singl "Xanny".
Išla je na satove plesa do 2016., kad se zbog ozljede epifizne ploče prestala baviti plesom i odlučila posvetiti glazbi.

### Utjecaji
Eilish je odrasla slušajući glazbu izvođača kao što su The Beatles, Justin Bieber, Green Day i Lana Del Rey. Izjavila je da je jednom prilikom na YouTubeu slučajno naišla na pjesmu "Runaway" pjevačice Aurore i da ju je to nadahnulo da se počne baviti glazbom. Hip-hop je njezin omiljeni žanr glazbe i najviše je nadahnjuje. Kao glavne utjecaje navela je Tylera, the Creatora, Donalda Glovera i Avril Lavigne, a među ostalim utjecajima nabrojila je izvođače kao što su Earl Sweatshirt, Amy Winehouse, Spice Girls, Lorde, Marina and the Diamonds, Britney Spears, Nicki Minaj i Lana Del Rey. Mediji su je usporedili s Avril Lavigne, Lorde i Del Rey, no izjavila je da ne želi da je se uspoređuje s Del Rey: "Ta žena [Lana] usavršavala je svoj stil tijekom cijele svoje karijere i ne bi to trebala čuti." Nakon što je u svom govoru izjavila da se koristi modom kao "obrambenim mehanizmom", komentirala je da je na njezin modni stil utjecala Rihanna. Godine 2019. Eilish je komentirala da se divi Ariani Grande zbog njezinih vokalnih sposobnosti i spomenula je da se identificira s njom. Dodala je da ju je njezin album Thank U, Next natjerao da se i dalje nastavi baviti glazbom.

## Javni imidž
Glavni dio pozornosti medija uglavnom je usmjeren na njezin stil odijevanja, koji se uglavnom sastoji od vrećaste, prevelike odjeće. Godine 2017. Eilish je izjavila da se voli odijevati na takav način jer se osjeća kao da privlači pozornost svih koji ju okružuju. Eilish tvrdi da pokušava biti "dosta drugačijom od velikog broja ljudi" i da nosi odjeću koja je suprotna onoj koju nose ostale osobe. Izjavila je da želi "izgledati nezaboravno", da vjeruje da je "ljudima dokazala da sam važnija nego što misle" i da "izgledam zastrašujuće, zbog čega će me ljudi saslušati." Godine 2019. Eilish se pojavila u reklami tvrtke Calvin Klein, u kojoj je izjavila da se odijeva u vrećastu odjeću kako joj se ljudi ne bi rugali njezinom tijelu: "Nitko ne može reći 'Ona je mršava-punašnija', 'ona nije mršava-punašnija', 'nema guzicu', 'ima guzicu'. Nitko ne može reći ništa od toga jer ne znaju što je posrijedi."

## Proizvodi i reklame
U travnju 2019. Eilish je u suradnji s Takashijem Murakamijem u prodaju pustila odjevne predmete koje je nadahnuo njezin glazbeni spot za pjesmu "You Should See Me in a Crown", koji je režirao i animirao Murakami, kao i ograničeni broj figurica same sebe iz tog spota. Eilish je istog mjeseca radila s Adobe Creative Cloudom na nekolicini reklama, kao i na umjetničkom natjecanju na društvenim mrežama, tijekom kojeg bi korisnici objavili ilustracije s hashtagom "#BILLIExADOBE". Eilish se u svibnju 2019. pojavila u prvoj izvedenoj reklamnoj kampanji "I Speak My Truth In #MyCalvins" tvrtke Calvin Klein, kao i u kampanji "Seize the Awkward" organizacije Ad Council, serijalu javnih priopćenja o svijesti o psihičkim bolestima. U srpnju 2019. bila je na čelu MCM Worldwideove reklamne kampanje za jesen, a kasnije je tog mjeseca surađivala s losanđeleskom proizvođačem odjeće Freak City. U srpnju 2019. nastupila je na večeri u Shelter Islandu čiji je domaćin bio Chanel kako bi proslavila novi jahtaški klub te tvrtke.
U kolovozu 2019. Billie Eilish počela je surađivati s Appleom i omogućila korisnicima Apple Storea da eksperimentiraju s njezinom pjesmom "You Should See Me in a Crown" kao dio programa Music Lab. Eilishina suradnja s proizvođačem odjeće Siberia Hills izazvala je polemike nakon što je otkriveno da se tvrtka za Eilishinu modnu liniju koristila plagiranim dizajnom preuzetim iz obožavateljskih radova za lik Nozomi Tojo iz višemedijskog projekta Love Live!, čiji je crtač Makoto Kurokawa. Sama je tvrtka kasnije izjavila da Eilish nije znala da je dizajn plagiran.

## Privatni život
Eilish je izjavila da pati od Touretteova poremećaja, da je sinestet i da je patila od depresije. Veganka je i često promiče veganstvo na društvenim mrežama.

## Diskografija
Studijski albumi
- When We All Fall Asleep, Where Do We Go? (2019.)
- Happier Than Ever (2021.)
- Hit Me Hard and Soft (2024.)

## Turneje

### Kao glavna izvođačica
- Don't Smile at Me Tour (2017.)[149]
- Where's My Mind Tour (2018.)
- 1 by 1 Tour (2018. – 2019.)[150]
- When We All Fall Asleep World Tour (2019.)[151]
- Where Do We Go? World Tour (2020.)

### Kao popratni izvođač
- Florence and the Machine – High as Hope Tour (2018. – 2019.)[150]

## Nagrade i nominacije
Eilish je osvojila pet nagrada Grammy, dvije Američke glazbene nagrade, dvije glazbene nagrade MTV-a u Europi, tri nagrade MTV-a za glazbeni spot i glazbenu nagradu NRJ.